# Решающая схватка
«Решающая схватка» — советский телефильм 1978 режиссёра Сергея Шутова, по мотивам повести Александра Кулешова.

## Сюжет
Альжан Тулегенов — студент факультета журналистики, мастер спорта по самбо. Сильный и уверенный в себе, не знающий сомнений, он сталкивается с настоящей проблемой во время прохождения практики — написав статью, в которой несправедливо обвинил честного человека, он теперь должен признать ошибку… Это трудно, но пока ещё есть время, и вместо того чтобы готовится к соревнованиям он стремится изменить ход событий, в чём ему помогают его девушка и друзья. Чемпионат он проиграет, но выдержит главную — решительную схватку — и не на борцовском ковре, а с самим собой, оставшись честным человеком.

## В ролях
- Аубакир Сулеев — Альжан
- Гульнара Ералиева — Сауле
- Нурмухан Жантурин — отец Альжана
- Фёдор Одиноков — Михайлов
- Леонтий Полохов
- Лев Тёмкин
- Амина Умурзакова
- Досхан Жолжаксынов
- Мухтар Бахтыгереев
- Шахан Мусин
- Ментай Утепбергенов

## Литературная основа
Фильм снят по мотивам повести Александра Кулешова «Победил Александр Луговой», которая впервые вышла отдельной книгой в 1964 году в издательстве «Физкультура и спорт» тиражом 52 тыс. экз., была хорошо принята критикой, уже через год переиздана тиражом 200 тыс. экз.
Высокая оценка повести была дана выдающемся борцом, фронтовиком Алексеем Захаровичем Катулиным, в большом отзыве на страницах журнала «Огонёк» (№ 7, 1965).

## Критика
Дебютная работа режиссёра получила невысокую оценку критики, причиной чему был слабый сценарий:

Совсем недавно Сергей Шутов, окончивший ВГИК, снял фильм «Решающая схватка». Прежде чем его начали снимать, мы говорили, что сценарий средний, что хороший фильм вряд ли получится. Однако, молодой режиссер приступил к работе. В результате получился невзрачный, сероватый фильм.
Оригинальный текст (казах.)Жақында ғана ВГИК — ті бітіріп келген Сергей Шутов «Шешуші айқас» деген фильм түсірді. Оны қоймастан бұрын сценарийдің орташа екенін, жақсы фильм шығуы неғайбыл екенін айтқанбыз. Алайда жас режиссер жұмысқа кірісіп кетті. Нәтижесінде сүреңсіз, сұрқай фильм пайда болды.
— журнал «Жулдыз», 1978 год